# 巴古那亚瓜
巴古那亚瓜（Bacunayagua）是古巴的一个村庄，位於瑪雅貝克省北聖克魯斯。2011年，它的人口为3,371人。

### 巴古那亚瓜大桥
巴古那亚瓜大桥是巴古那亚瓜當地一個横跨峡谷的大橋，距离谷底110米（360英尺），于1959年9月落成，該橋是古巴最高的桥梁。古巴人认为它是古巴土木工程的七大奇迹之一。它由路易斯·萨恩斯·杜普拉斯（Luis Sáenz Duplace）设计，在土木工程师曼努埃·阿维苏（Manuel (Manolo) Arvesu ）的领导下建造  。